# Andrea Pizzitola

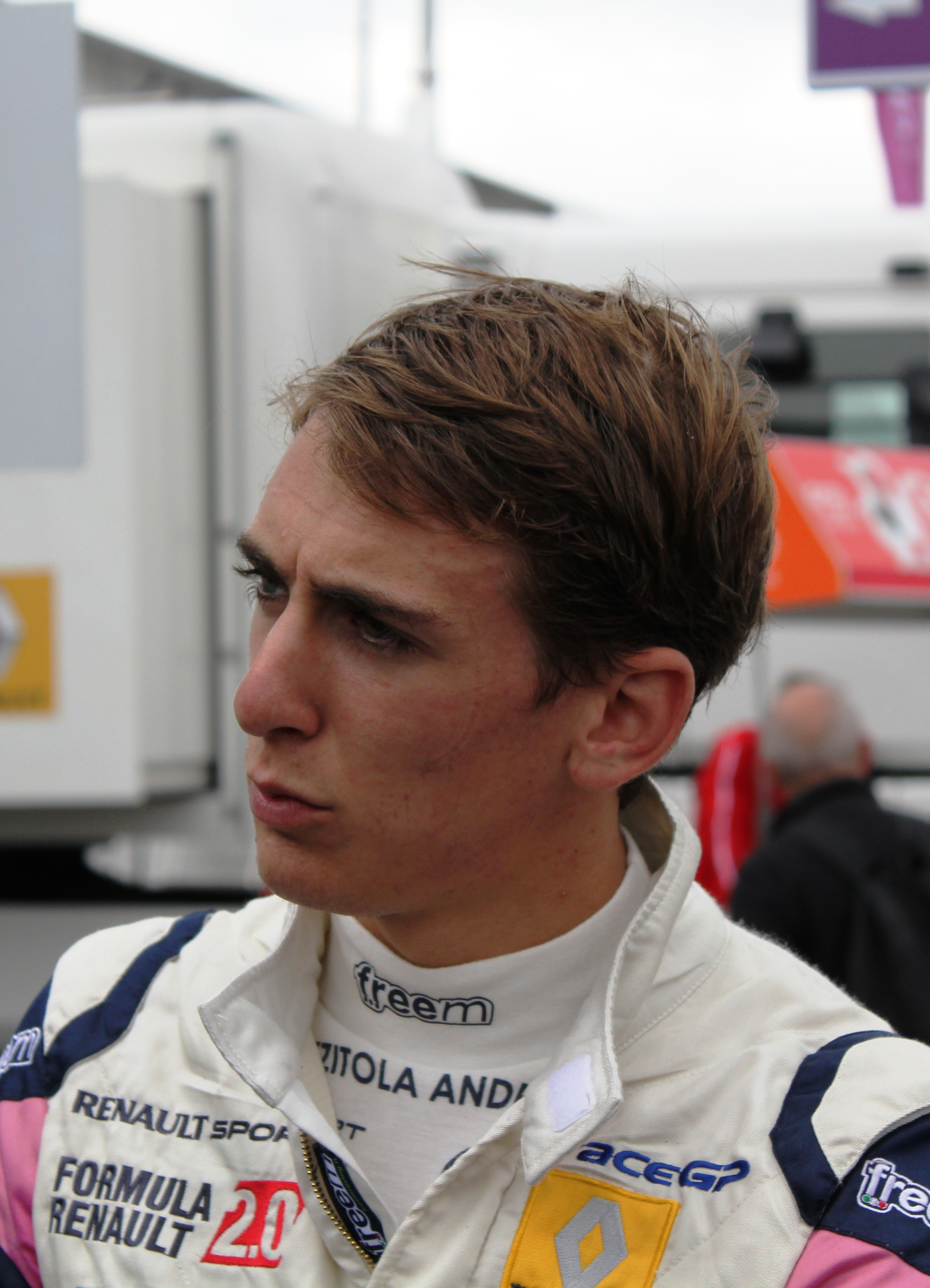
Andrea Pizzitola 2012

Andrea Luigi Pizzitola (* 19. Juni 1992 in Montpellier) ist ein ehemaliger französischer Automobilrennfahrer.

## Karriere

### Kartsport
Erste Schritte im Motorsport machte Pizzitola im Jahr 2008, als er in lokalen Meisterschaften antrat. Sein bestes Ergebnis war ein achter Platz in der französischen KF2-Meisterschaft, welchen er 2011 erzielte.

### Formel Renault
Ab 2011 trat er in der Französischen Formel-4-Meisterschaft in der 1,6-Liter-Klasse an. In dieser Saison war er der Runner-Up der Meisterschaft und übertrumpfte seinen späteren Eurocup-Rivalen Matthieu Vaxiviere. In dieser Saison erzielte Pizzitola sieben Podiumsplatzierungen, darunter waren drei Siege (Lédenon, Val de Vienne und Albi).
Im Jahr darauf wechselte Pizzitola in die 2-Liter-Klasse der Formula Renault in das Team R-Ace GP. Mit diesem Team trat er im Formel Renault Eurocup an. Am Ende der Saison war er 21. in der Meisterschaft; er hatte zwei Zieleinkünfte innerhalb der Punkte erreicht. Außerdem trat er mit R-Ace GP im Formel Renault 2.0 Northern European Cup an. In dieser Meisterschaft erreichte er Podiumsplatzierungen in Hockenheim, am Nürburgring und in Assen.

## Statistik

### Le-Mans-Ergebnisse
| Jahr | Team               | Fahrzeug     | Teamkollege      | Teamkollege      | Platzierung     | Ausfallgrund |
| ---- | ------------------ | ------------ | ---------------- | ---------------- | --------------- | ------------ |
| 2016 | Algarve Pro Racing | Ligier JS P2 | Michael Munemann | Will Hoy         | Rang 17         |              |
| 2018 | G-Drive Racing     | Oreca 07     | Roman Russinow   | Jean-Éric Vergne | disqualifiziert |              |
| 2019 | Algarve Pro Racing | Oreca 07     | John Falb        | David Zollinger  | Rang 15         |              |